# Cueta obliqua
Cueta obliqua is een insect uit de familie van de mierenleeuwen (Myrmeleontidae), die tot de orde netvleugeligen (Neuroptera) behoort. 
Cueta obliqua is voor het eerst wetenschappelijk beschreven door Navás in 1935.